# Heinrich Vriese
Heinrich Vriese (* in Groningen; † 1476) war Priester und Generalvikar in Köln.
Der aus dem niederländischen Groningen stammende Vriese immatrikulierte sich 1456 an der artistischen Fakultät der Universität Köln, wo er nach seinem Studium zum Dr. jur. utr. und Dr. art. promovierte. Als Professor der Kölner Universität erlangte er 1468 die Stellung eines Advokaten an der Kölner Kurie, wurde 1471 Offizial und vom 14. Mai 1475 bis zum 25. Dezember desselben Jahres auch Generalvikar des Kölner Erzbischofs Ruprecht von der Pfalz. In den Jahren 1471/72 war Vriese Rektor der Kölner Universität.